# Ślepa wierzba i śpiąca kobieta
Ślepa wierzba i śpiąca kobieta (jap. めくらやなぎと眠る女 Mekurayanagi to nemuru onna) – zbiór opowiadań Harukiego Murakami napisanych w latach 1980–2005. Pierwotnie wydany w Wielkiej Brytanii i Stanach Zjednoczonych. W Polsce wydane w 2008 roku przez Wydawnictwo Muza w tłumaczeniu Anny Zielińskiej-Elliott.
Zbiór zawiera następujące opowiadania (w nawiasach daty wydania japońskiego):
- 1. Ślepa wierzba i śpiąca kobieta (1995)
- 2. Jej urodziny (2002)
- 3. Katastrofa w nowojorskiej kopalni (1981)
- 4. Samolot albo o tym, że mówił do siebie, jakby recytował wiersze (1989)
- 5. Lustro (1983)
- 6. Folklor naszych czasów - wczesne dzieje wysoko rozwiniętego kapitalizmu (1989)
- 7. Nóż myśliwski (1984)
- 8. Idealny dzień na kangury (1981)
- 9. Perkozek (1981)
- 10. Koty ludojady (1991)
- 11. Opowieść o ubogiej krewnej (1980)
- 12. Wymioty 1979 (1984)
- 13. Siódmy mężczyzna (1996)
- 14. W roku spaghetti (1981)
- 15. Tony Takitani (1990)
- 16. Rozkwit i upadek pieczonych rożków (1983)
- 17. Lodowaty mężczyzna (1991)
- 18. Boisko baseballowe (1984)
- 19. Robaczek świętojański (1983)
- 20. Przypadkowy podróżny (2005)
- 21. Zatoka Hanalei (2005)
- 22. Gdzieś, gdzie może uda się to znaleźć (2005)
- 23. Kamień w kształcie nerki, który co dzień jest gdzie indziej (2005)
- 24. Małpa z Shinagawy (2005)